# Vigne des rivages
Vitis riparia
Pour l’article homonyme, voir Vigne des rivages (homonymie).
Espèce
Classification APG III (2009)
La vigne des rivages (Vitis riparia Michx.) est une espèce d'arbrisseaux sarmenteux de la famille des Vitaceae. Elle est cultivée pour ses fruits en grappes. Elle peut atteindre des grandes hauteurs de 10 à 20 m grâce à ses longs rameaux. C'est la vigne américaine dont la distribution géographique est la plus étendue, on la trouve aussi bien au sud du Canada qu'en Oklahoma et en Arkansas.

## Cultivars et hybridation
De nombreux croisements ont été réalisés avec des espèces américaines (Vitis rupestris, Vitis berlandieri, ...) pour obtenir des porte-greffes ou des hybrides. Certains hybrides font encore l'objet d'une culture importante :
- Noah[réf. nécessaire]
- Clinton
- Baco noir
- Léon Millot
- Maréchal Foch ainsi que de nombreux hybrides d'Albert Seibel.

## Noms viticoles
Vitis riparia est connu les différents noms communs de « August grape, Bermuda vine,
Frost grape, June  grape, Maple leaved Canadian grape, Mignonette vine, Riverbank, River grape, Riverside grape, Scented grape, Sweet scented grape, Uferrebe, Winter grape » ou encore « Vigne des Battures »